# Jiří Našinec
Jiří Našinec (n. 20 aprilie 1950, Křižatky⁠(d), Cehoslovacia) este un filolog romanist și profesor universitar ceh, traducător din limbile română și franceză.

## Biografie
A studiat la Liceul economic cu profil de comerț exterior din Praga (1965–1969), pregătindu-se să lucreze într-una din întreprinderile de comerț exterior. Își efectua perioada de practică la întreprinderea Omnipol, care se ocupa cu exportul de arme, în perioada Primăverii de la Praga (1968). Politica militaristă a statelor comuniste care înarmau țările din Africa sub pretextul ajutorului reciproc l-a îndemnat să renunțe la domeniul de studiu ales inițial, îndreptându-l către studiile umaniste. A urmat cursurile Secției română – franceză a Facultății de Filosofie⁠(d) a Universității Caroline din Praga (1969–1974), sub îndrumarea profesoarei Marie Kavková. Studiul limbii franceze l-a atras încă din liceu, iar cea de-a doua specializare, limba română, a ales-o din simpatie față de România, stat ce a refuzat să participe la invadarea Cehoslovaciei de către armatele Tratatului de la Varșovia. Pasiunea profesoarei Kavková pentru limba și cultura română era atât de mare, încât a reușit să le-o transmită și studenților ei. „Domnia sa era, în perioada de marasm moral general – așa‑numita normalizare – una din puținele luminițe în beznă, care ne-a ajutat – la vârsta când eram cei mai sensibili – să supraviețuim”, a mărturisit ulterior Jiři Nasinec. În anul 1979 Jiří Našinec a obținut un doctorat în filologie la aceeași universitate, pe specializarea limba română.
A devenit pasionat de literatura română și a călătorit în România, fiind întâmpinat peste tot cu o mare simpatie. După absolvirea facultății, a început să traducă din limbile franceză și română în limba cehă. A lucrat ca redactor-stilizator la Editura Práce (1977–1984), apoi ca redactor la Secția literaturi romanice a Editurii Odeon din Praga (1984–1994), unde a ocupat în perioada 1992–1993 funcția de redactor-șef. A îndeplinit apoi funcția de redactor-șef al Editurii Josef ©imon (1994–1995), a fost traducător liber profesionist (noiembrie 1995 – octombrie 2001). 
Începând din 2001 este lector la Catedra de Studii Romanice a Universității Caroline din Praga. În 2007 a obținut premiul literar Magnesia Litera pentru cea mai bună traducere, traducerea cărții Simion Liftnicul de Petru Cimpoeșu fiind aleasă, de asemenea, cartea anului.

## Activitatea publicistică

### Studii filologice
Jiří Našinec a făcut parte, alături de cercetătoarele Libuše Valentová și Jitka Lukešová, din colectivul coordonat de profesoara Marie Kavková, care a elaborat pe parcursul a doi ani lucrarea colectivă amplă Slovník spisovatelů – Rumunsko („Dicționar de scriitori din România”), publicată în anul 1984 de Editura Odeon din Praga. Cei patru autori ai dicționarului și-au împărțit activitatea astfel: Marie Kavková a scris articolele despre literatura veche și literatura clasică, precum și un studiu introductiv (care a devenit în timp o lucrare de referință), Libuše Valentová a alcătuit capitolele despre literatura interbelică, critica și istoria literară, iar Jitka Lukešová și Jiří Našinec au lucrat la partea de literatură contemporană. În urma indicațiilor Uniunii Scriitorilor din România (cu care colectivul cehoslovac se afla mereu în contact) și a intervențiilor diplomatice ale Ambasadei României de la Praga, autorii lucrării au fost nevoiți să elimine mai mulți scriitori români care trăiau exilați în străinătate precum Sorin Alexandrescu, Ion Caraion, Paul Goma, Virgil Ierunca, Monica Lovinescu, Petru Popescu, Dumitru Țepeneag și Mihai Ursachi. Dicționarul, care face parte dintr-o colecție întreagă dedicată literaturilor străine, conține articole despre aproape 400 de scriitori și filologi români și este însoțit de un studiu introductiv scris de Marie Kavková, având la bază o bibliografie amplă. Tirajul dicționarului a fost destul de redus, iar cele 2.000 de exemplare s-au epuizat rapid. Puținele recenzii publicate în România au fost toate favorabile și au lăudat apariția acestei lucrări în străinătate, precum și efortul autorilor de a face cunoscută literatura românească unui public străin.
Câteva decenii mai târziu, el a făcut parte, alături de Vitalie Ciobanu și Vasile Gârneț, din colectivul de autori (coordonat de această dată de profesoara Libuše Valentová), ce a elaborat pe parcursul a aproape doi ani o versiune actualizată a lucrării, intitulată Slovník rumunských spisovatelů („Dicționar de scriitori români”) și publicată în anul 2001 de editura Libri din Praga. Această ediție a dicționarului a corectat omisiunile existente în ediția mai veche prin introducerea scriitorilor exilați, care fuseseră eliminați la cererea autorităților române din perioada comunistă, și a completat lista de nume prin includerea celor mai reprezentativi scriitori contemporani din România și a scriitorilor români din Basarabia. Cei patru autori ai dicționarului și-au împărțit activitatea astfel: Valentová a coordonat activitatea întregului colectiv și a scris un studiu cu privire la istoria literaturii române, Ciobanu și Gârneț au scris articolele scriitorilor moldoveni și un mic studiu informativ despre literatura română din Republica Moldova, iar Našinec (care a intrat mai târziu în micul colectiv) a scris articolele scriitorilor români contemporani și a tradus în limba cehă articolele despre literatura din Basarabia. Documentarea cu privire la literatura contemporană (atât din România, cât și din Basarabia) a decurs destul de dificil atât din cauza reducerii numărului de reviste românești care erau primite în Cehia, cât și al inexactității datelor biografice ale scriitorilor și al referințelor bibliografice. Tirajul inițial al dicționarului a fost epuizat în scurtă vreme, iar în cursul anului următor editura Libri a tipărit alte 350 de exemplare.
Našinec a scris 90 de articole din Slovník spisovatelů – Rumunsko (1984) și 40 de articole din Slovník rumunských spisovatelů (2001).

### Traduceri
Jiří Našinec a desfășurat, în paralel, o activitate vastă de traducere a operelor literare române și franceze în limba cehă. Printre autorii traduși se află Mircea Eliade, Ion Dezideriu Sîrbu, Laurențiu Fulga și Radu Tudoran. El a tradus în limba cehă o mare parte din opera literară a lui Mircea Eliade: Domnișoara Christina, Șarpele, Nunta în cer, Secretul doctorului Honigberger, Nopți la Serampore, Un om mare, La țigănci, Tinerețe fără de tinerețe, Pe strada Mântuleasa, Les trois Grâces, Ivan, Dayan, Douăsprezece mii de capete de vite, Ghicitor în pietre, O fotografie veche de 14 ani, Adio!, Șanțurile, Uniforme de general, Incognito la Buchenwald, În curte la Dionis, L’Histoire des idées et des croyances religieuses, Le Yoga. Liberté et Immortalité și Memorii.

## Premii și alte distincții
- 2003 – Premiul Josef Jungmann pentru traducerea cărții Pactizând cu diavolul de Aureliu Busuioc
- 2007 – Magnesia Litera – cea mai bună traducere, Simion Liftnicul de Petru Cimpoeșu
- 2007 – Magnesia Litera – Cartea anului, Simion Liftnicul de Petru Cimpoeșu[22]
- 2008 – Premiul Josef Jungmann pentru traducerea cărții Întoarcerea huliganului de Norman Manea
- 2014 – Premiul Josef Jungmann pentru traducerea cărții Venea din timpul diez de Bogdan Suceavă
- 2022 – Premiul de stat pentru traduceri – în special pentru traducerile din Charles Nodier și Mircea Eliade și pentru contribuția integrală la popularizarea literaturii române[23]

A fost decorat de președintele României în anul 2002 cu Ordinul Național „Serviciul Credincios” în grad de Comandor „pentru serviciile deosebite aduse promovării limbii și culturii literare române în Republica Cehă, prin studierea acestora la catedra de specialitate a Universității Caroline din Praga, prin elaborarea de lucrări științifice de înaltă ținută, prin traducerea în limba cehă a numeroase opere literare din limba română, precum și pentru meritoria activitate desfășurată în cadrul Asociației de prietenie Cehia–România”.

## Lucrări (selecție)

### Cărți
- Slovník spisovatelů – Rumunsko („Dicționar de scriitori din România”), Odeon, Praga, 1984, 398 p. – membru al colectivului de autori aflat sub conducerea Mariei Kavková
- Mihai Eminescu v české kultuře („Mihai Eminescu în cultura cehă”), Česko-rumunská společnost, Praga, 2000, 40 p. – împreună cu Libuše Valentová
- Slovník rumunských spisovatelů („Dicționar de scriitori români”), Libri, Praga, 2001, 260 p.; reeditat în 2002 – membru al colectivului de autori aflat sub conducerea Libušei Valentová

### Studii și articole
- „Téma novely V Mântuleasově ulici u Pavla Kohouta” („Tema nuvelei Pe strada Mântuleasa la Pavel Kohout”), în Libuše Valentová (ed.), Mircea Eliade v evropském kontextu : přednášky proslovené na Druhém mezinárodním kolokviu české rumunistiky v Praze 28.–29. listopadu 2006 („Mircea Eliade în context european : comunicările prezentate la Cel de al II-lea Colocviu Internațional de Studii Românești din Cehia : Praga, 28–29 noiembrie 2006”), Rumunské oddělení ÚRS FFUK și Česko-rumunská společnost, Praga, 2008, pp. 117–120.
- „«Întoarcerea huliganului» de Norman Manea: conflict între identități / «Chuligánův návrat» Normana Maney: střet identit”, în Libuše Valentová (ed.), Ipostaze ale identității românești : al III-lea colocviu internațional de studii românești din Cehia, Praga 30–31 octombrie 2008. Podoby rumunské identity : III. mezinárodní kolokvium české rumunistiky, Praha 30.–31. října 2008, Rumunské oddělení ÚRS FFUK și Česko-rumunská společnost, Praga, Praga, 2009, pp. 204–207.

### Traduceri
Jiří Našinec a tradus mai mulți scriitori români în limba cehă, printre care:
- Vladimir Beșleagă (Zbor frânt)
- Aureliu Busuioc (Pactizând cu diavolul)
- Petru Cimpoeșu (Simion Liftnicul, Christina domestica și Vânătorii de suflete)
- Iulian Ciocan (Înainte să moară Brejnev, Clovnul)
- Mircea Eliade (Maitreyi, Nunta în cer, Șarpele, Memorii, trei volume de povestiri fantastice)
- Laurențiu Fulga (Fascinație)
- Eugène Ionesco (Le Solitaire, La Photo du colonel)
- Norman Manea (Întoarcerea huliganului, Vizuina)
- Liviu Rebreanu (Adam și Eva)
- Nicolae Rusu (Șobolaniada)
- Ion D. Sîrbu (Șoarecele B și alte povestiri)
- Bogdan Suceavă (Venea din timpul diez)[25]
- Radu Tudoran (Toate pânzele sus)
- Vasile Voiculescu (Sakuntala)